# Ghiacciaio Tazlina
Il ghiacciaio Tazlina (Tazlina Glacier in inglese) è un ghiacciaio dell'Alaska centro-meridionale che si origina nella parte settentrionale del gruppo dei monti Chugach e si sviluppa in direzione nord.
Il ghiacciaio è visibile dall'autostrada Glenn dopo circa 230 – 240 km da Anchorage, oltre la valle Matanuska, ma non è facilmente raggiungibile. Da Valdez dista 69 km. La fronte del ghiacciaio dista dalla strada oltre 38 km e nasce a circa 2,4 km a nord del monte Cashman.
Lo scioglimento del ghiacciaio forma il lago Tazlina e un tortuoso fiume (Tazlina River) che dopo oltre 50 km di sviluppo si immette nel fiume Copper a circa 8 km a sud dalla cittadina di Glennallen. Il lago Tazlina riceve anche l'acqua del ghiacciaio Nelchina.

## Alcune immagini del ghiacciaio

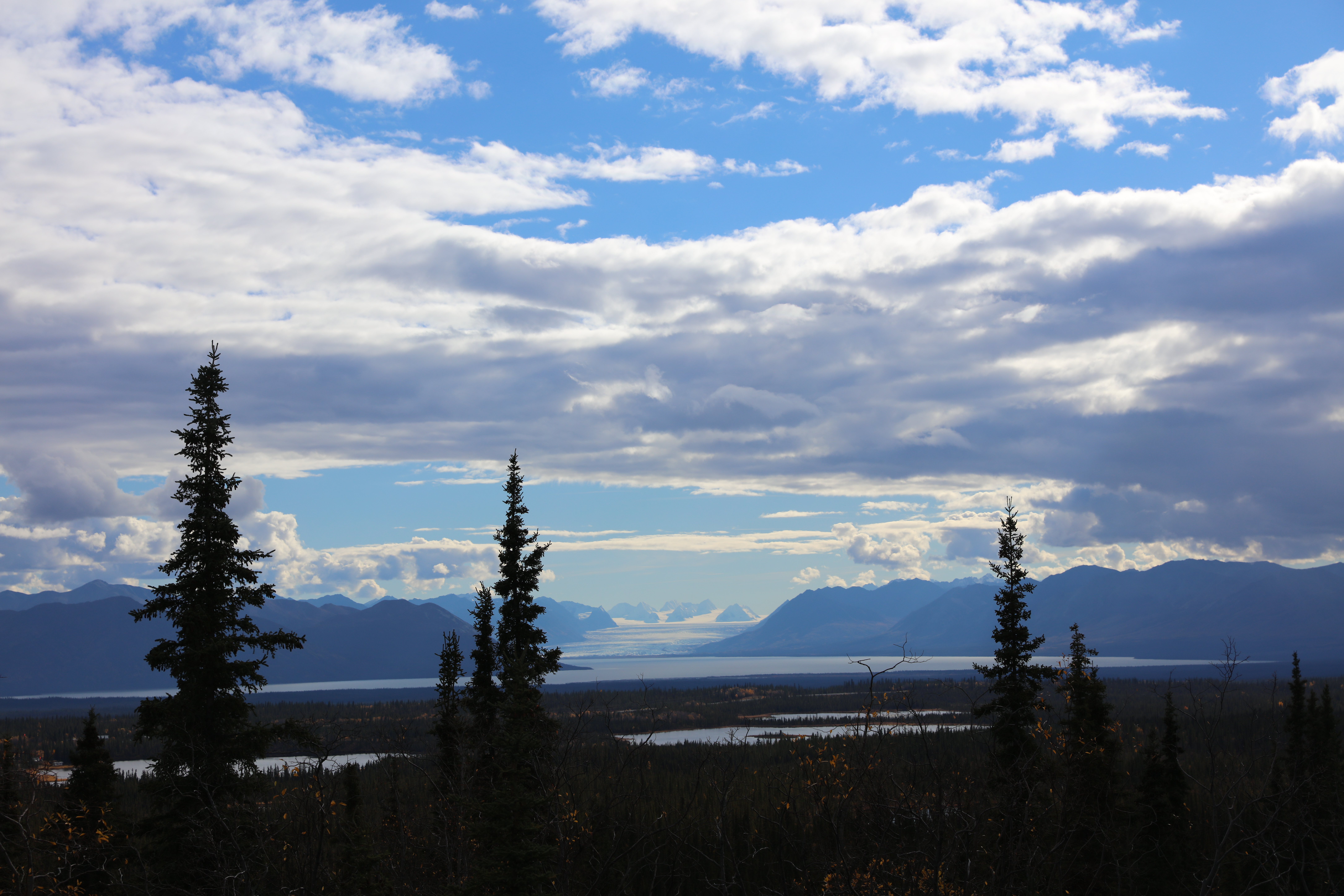
Il ghiacciaio visto dalla Glenn Highway
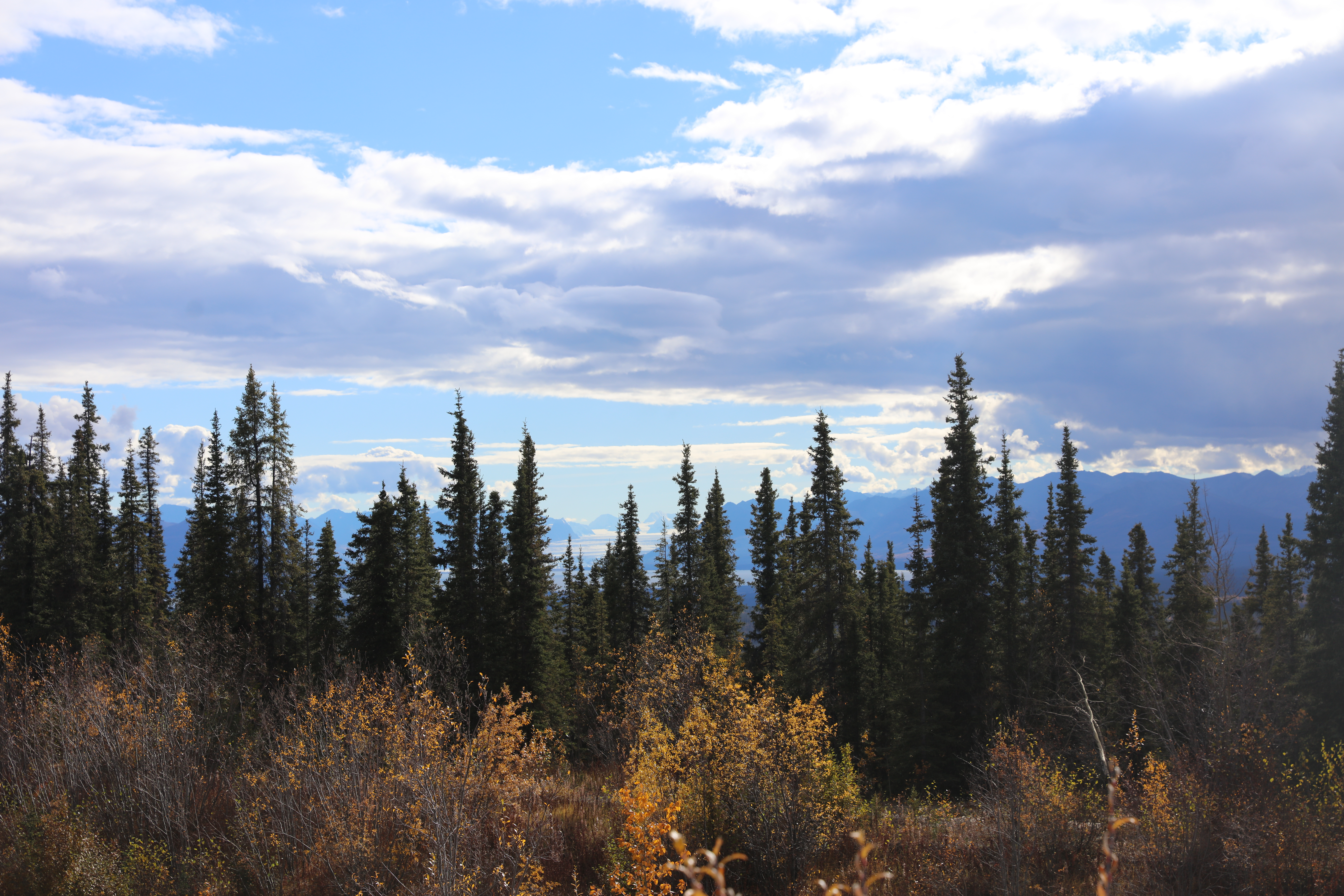
Il ghiacciaio visto dalla Glenn Highway